# Roger Hammond
Roger Hammond (Harlington, 30 gennaio 1974) è un dirigente sportivo, ex ciclista su strada e ciclocrossista britannico.
Già campione del mondo Juniores di ciclocross nel 1992, ha corso come professionista su strada dal 1996 al 2011, vincendo due titoli nazionali in linea e piazzandosi secondo alla Gand-Wevelgem 2007 e terzo alla Parigi-Roubaix 2004; si è inoltre laureato per sette volte campione britannico di ciclocross. Dopo il ritiro dalle corse ha ricoperto l'incarico di direttore sportivo presso formazioni professionistiche.

## Carriera
Passò professionista nel 1996, all'età di 22 anni, con la formazione belga Collstrop-Lystex; vestì poi per tre anni la maglia della Palmans. Nel 2000 tornò alla Collstrop, nella quale rimase per quattro stagioni anche dopo la fusione con la stessa Palmans e la nascita della Palmans-Collstrop. Nel 2004, con il team rinominato in MrBookmaker.com, si mise in luce concludendo al terzo posto la Parigi-Roubaix e al sesto la Gand-Wevelgem. Questi risultati gli valsero l'ingaggio alla Discovery Channel per la stagione successiva.
Nel 2007 e nel 2008 corse con la T-Mobile/Team High Road; nel 2007 peraltro si classificò secondo alla Gand-Wevelgem e settimo alla Parigi-Roubaix. Nel 2009 si trasferì al neonato Cervélo TestTeam, e l'anno seguente ottenne ancora risultati positivi nelle classiche di primavera, piazzandosi quarto alla Parigi-Roubaix e settimo al Giro delle Fiandre. Concluse la carriera professionistica nel 2011, dopo una stagione con la Garmin-Cervélo.
Attivo anche nel ciclocross, si laureò campione del mondo Juniores di specialità nel 1992 a Leeds. Da professionista vinse quindi sette titoli nazionali di specialità (2000, 2001, 2002, 20023, 2004, 2006, 2008), concludendo inoltre per cinque volte la prova Elite ai Mondiali.
Dopo il ritiro dalle corse, avvenuto nel 2011, ha ricoperto l'incarico di direttore sportivo presso formazioni professionistiche: tra queste, Team Dimension Data, Bahrain Victorious, Ineos Grenadiers e Red Bull-Bora-Hansgrohe.

## Palmarès

### Strada
- 1991 (Juniores)

Classifica generale Junior Tour of Wales
- 1993 (dilettanti)

Meulebeke
- 1996 (Collstrop, una vittoria)

GP Roger De Vlaeminck
- 2000 (Collstrop, tre vittorie)

Grand Prix Bodson
2ª tappa Guldensporentweedaagse (Ichtegem > Ichtegem)
Archer Grand Prix
- 2002 (Palmans, due vittorie)

Tour Beneden-Maas
Grote 1 Mei-Prijs - Ereprijs Victor De Bruyne
- 2003 (Palmans, tre vittorie)

Campionati britannici, Prova in linea
2ª tappa Uniqa Classic (Traismauer > Rabenstein an der Pielach)
Classifica generale Uniqa Classic
- 2004 (MrBookmaker.com, una vittoria)

Campionati britannici, Prova in linea
- 2005 (Discovery Channel Pro Cycling Team, una vittoria)

2ª tappa Tour of Britain (Carlisle > Blackpool)
- 2006 (Discovery Channel Pro Cycling Team, una vittoria)

2ª tappa Tour of Britain (Blackpool > Liverpool)
- 2009 (Cervelo Test Team, una vittoria)

2ª tappa Tour of Qatar (Khalifa Stadium > Al Khor)

#### Altri successi
- 1998 (Palmans)

Criterium di Melbourne
Criterium di Aalter
- 1999 (Palmans)

Omloop van Duin en Polder
- 2000 (Collstrop)

GP Eugeen Roggeman
Memorial Fred De Bruyne
- 2001 (Collstrop)

GP Paul Borremans
Gullegem Koerse
Geraardsbergen-Viane
Textielprijs
- 2002 (Palmans)

Classifica sprint Tour of Rhodes
- 2003 (Palmans)

Classifica a punti Uniqa Classic
- 2004 (MrBookmaker.com - Palmans)

GP Lanssens Crelan Individueel

### Ciclocross
- 1991-1992

Campionati del mondo, Prova Juniores
- 1993-1994

Ciclocross Wolverhampton
Ciclocross Leicester
Campionati britannici, Prova Elite
- 1994-1995

Halfords National Trophy Cyclo Cross (Croydon)
Ciclocross Manchester
Ciclocross Wolverhampton
Ciclocross Leicester
- 1995-1996

Cyclocross Croydon
- 1996-1997

Ciclocross London
- 1997-1998

Ciclocross Hillingdon
- 1999-2000

Cyclocross Leicester
Ciclocross Hillingdon
Campionati britannici, Prova Elite
Cattows Farm Cyclo Cross (Heather)
Newbury Harts Hill Copse Cyclo Cross (Thatcham)
- 2000-2001

National Trophy Series, (Cheltenham)
National Trophy Series, (Ipswich)
National Trophy Series, (Leeds)
Ciclocross di Ibstock
Campionati britannici, Prova Elite
- 2001-2002

Ciclocross Hillingdon
Ciclocross Leicester
Ciclocross London
National Trophy Series, (Heather)
National Trophy Series, (Londra)
Campionati britannici, Prova Elite
- 2002-2003

Campionati britannici, Prova Elite
- 2003-2004

National Trophy Series #4 (Leicester)
National Trophy Series, Kirkby Mallory
Campionati britannici, Prova Elite
- 2005-2006

Campionati britannici, Prova Elite
- 2007-2008

Campionati britannici, Prova Elite

### Pista
- 2004

Elewijt, Corsa a eliminazione

## Piazzamenti

### Grandi Giri
- Vuelta a España

2009: 97º

### Classiche monumento
- Milano-Sanremo

2005: 21º
2006: 28º
2007: 42º
2008: 36º
2009: 91º
2010: ritirato
2011: 147º
- Giro delle Fiandre

1998: ritirato
1999: ritirato
2000: 73º
2001: 71º
2002: ritirato
2003: 48º
2004: 30º
2005: 52º
2006: ritirato
2007: ritirato
2008: 31º
2009: 13º
2010: 7º
2011: 108º
- Parigi-Roubaix

2003: 17º
2004: 3º
2005: fuori tempo
2006: 24º
2007: 7º
2008: 23º
2009: 15º
2010: 4º
2011: ritirato
- Liegi-Bastogne-Liegi

1998: ritirato
2001: ritirato
2002: ritirato
2003: ritirato

### Competizioni mondiali
- Campionati del mondo su strada

Colorado Springs 1991 - In linea Junior: 42º
Olimpia 1992 - In linea Junior: 42º
Valkenburg 1998 - In linea Elite: ritirato
Hamilton 2003 - In linea Elite: 85º
Madrid 2005 - In linea Elite: 40º
Salisburgo 2006 - In linea Elite: 62º
Stoccarda 2007 - In linea Elite: ritirato
Mendrisio 2009 - In linea Elite: 92º
- Campionati del mondo di ciclocross

Gieten 1991 - Junior: 11°
Leeds 1992 - Junior: vincitore
Corva 1993 - Dilettanti: 46º
Koksijde 1994 - Elite: 33º
Montreuil 1996 - Under-23: 19º
Sint-Michielsgestel 2000 - Elite: 17º
Tabor 2001 - Elite: ritirato
Zolder 2002 - Elite: 12º
Monopoli 2003 - Elite: 23º
Pontchâteau 2004 - Elite: 11º
- Giochi olimpici

Atene 2004 - In linea: 7º
Pechino 2008 - In linea: ritirato

### Competizioni europee
- Campionati europei di ciclocross

Eschenbach 1995 - Under-23: 6°